# Teahitia
Le Teahitia est un volcan sous-marin de la France situé dans l'océan Pacifique et appartenant à l'archipel des îles du Vent.

## Géographie
Le Taehitia est situé dans l'océan Pacifique, en Polynésie française, dans les îles du Vent, à quarante kilomètres au nord-est de l'extrémité sud-est de l'île de Tahiti, à l'ouest du mont Rocard,.
Ce volcan sous-marin culmine à 1 600 mètres sous le niveau de la mer.

## Histoire
Quelques périodes d'activité sismique représentée par des trémors du 16 mars au 19 mai 1982, 12 au 26 juillet 1983, du 18 décembre 1983 au 14 juillet 1984 et du 10 au 25 janvier 1985 pourraient avoir pour origine des éruptions sous-marines,. 
Le 16 mars 2008, le Teahitia est à l'origine d'un séisme de magnitude de 3,2 sur l'échelle de Richter. La faible secousse fut ressentie jusqu'à Tahiti située à une soixantaine de kilomètres de l'épicentre, provoquant un début de panique dans la population peu habituée à ces phénomènes sismiques et craignant un raz-de-marée.